# كريستوفر فيرنر
كريستوفر فيرنر (بالألمانية: Christopher Werner) هو مهندس معماري ألماني، ولد في 13 أبريل 1805 في مونستر في ألمانيا، وتوفي في 10 يونيو 1875.